# Fredrik I av Lothringen
Fredrik I av Lothringen, född 1100-talet, död 1206, var regerande hertig av Lothringen från 1205 till 1206.